# Piedmont (Carolina del Sud)
Piedmont è un census-designated place (CDP) degli Stati Uniti d'America, situato in Carolina del Sud, diviso tra la contea di Anderson e la contea di Greenville.